# Herselt
Herselt belga település Antwerpen tartomány Turnhout járásában, a tartomány déli határánál található. A településnek 14 000 lakosa van, területe 52,32 km², a népsűrűség 272 fő/km².

## Története
A környéket először Kr. u. 8. században említették a jelenlegi nevén és a 9. században épült meg a jelenlegi Szent Szerváciusz-templom elődje. 1100 és 1199 között Wesemaal urai, majd 1400 - 1599 között a Merode család volt a környék hűbérura. 1500 - 1599 között a környéket számtalanszor feldúlták a spanyol, francia, holland, lotaringiai, rajna és osztrák seregek, pestisjárvány is pusztított. Herseltben és a környező falvak mindegyikében kb. 20 ház áll épen.
1740-ben alapították a szomszédos Ramselben az első téglagyárat. 1794-ben a környéket elfoglalták a francia seregek és 1798-ig tartották megszállásuk alatt. 1857-ben alapították meg a blaubergi parókiát, majd 1865-ben Ramsel önálló település lett. Az első világháború során Herselt és környéke jelentős károkat szenvedett, a városban 32 házat felgyújtottak, 29 lakost pedig meggyilkoltak a német csapatok.
A jelenlegi Herselt város 1977-ben Herselt, Ramsel, Blauberg és Bergom települések összeolvadásából alakult ki. Egyházilag a Zuiderkempen esperességhez és az antwerpeni püspökséghez tartozik.

## Kultúra
A helyi nyelvjárásból ered a Potjèrkruiwagenkoers verseny neve. A potjèr agyagos földet jelöl, amelyből a helyiek téglát égettek. Az agyag kitermelése nehézkes munka volt, és két ember által húzott kordékon szállították a téglagyárba. A verseny során a kétfős csapatoknak egy kb. 70 kg-os kordét húzva kell megtenni kb. 4 km-t, miközben 13 különféle akadályt is le kell küzdeniük.
Alfons De Ridder nem itt született, de nyarait rendszeresen Blaubergben töltötte fiatalkorában. Később Willem Elsschot néven kezdett írni, író álnevét a Blauberghez tartozó Helschot erdőből alakította ki. De Verlossing című könyvében idézte fel gyermekkora nyarait. A blaubergi templom mellett található ma szobra, amelyet 1930-ban, 30 évvel eltűnése után avattak fel.
Herselt legismertebb lakója feltehetően Maurice Engelen, vagy másképpen Praga Khan. A Lords of Acid nevű bandájával Japánban és Amerikában koncerteztek. A Koninklijk Ballet van Vlaanderen (flamand királyi balett) felkérésére komponálta a "Not Strictly Rubens" zenéjét.
Herseltben található a Pels-D'Hondt vállalat, amelyik orgonák gyártására és restaurálására specializálódott. A céget 1892-ben a szomszédos Wolfsdonk faluban alapították, de 1936. óta működik Herseltben.

## Látnivalók
- Szent Szerváciusz-templom
- A plébánia, amelynek alapjait 1499-ben vetették meg
- Hooilar közelében egy kis útmenti kápolna, ma műemlék
- Szent Szerváciusz-kápolna
- 18. századi tanya a Molenvloed (malomáradó) mellett, amely a helyi tanyák jellegzetességeit jól megőrizte
- Az Oude Baan-on (öreg út) található tanya
- Az 1883-ban épült Engels kapelleke (angol kápolna)

## Kapcsolódó szócikkek

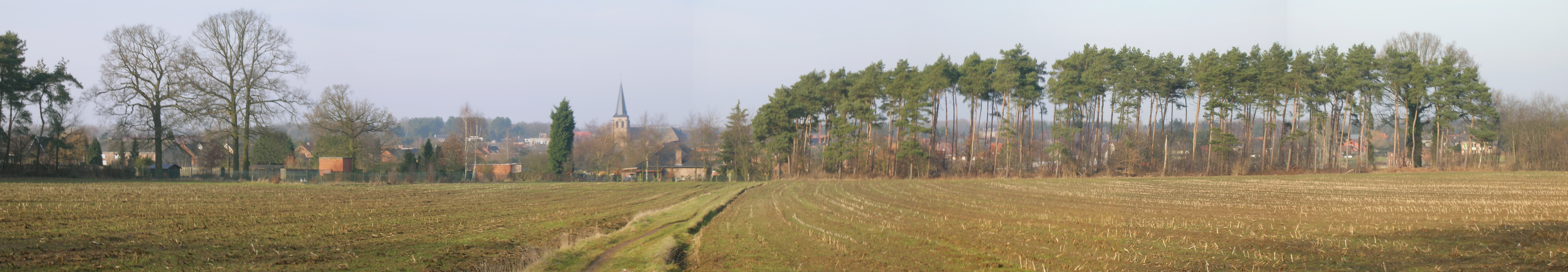
Herselti panoráma